# Rosa crocacantha
Rosa crocacantha — вид рослин з родини розових (Rosaceae); ендемік Китаю.

## Опис
Кущ до 2.5 м. Колючки оранжево-жовті. Листочків 5–7, еліптичні, довжиною до 5 см, пилчасті, знизу голі або запушені. Квіти дуже численні, 1–1.5 см в поперечнику; квітконіжки довжиною 1–1.8 см.

## Поширення
Ендемік західного Китаю.